# 빅토리아주 의회
빅토리아 주 의회(영어: Victorian Legislative Assembly)는 오스트레일리아 하원, 오스트레일리아 상원과 함께 오스트레일리아 의회를 구성하고 있다.